# 髹飾錄
《髹飾錄》是中国古代唯一留存至今的漆器工艺專著。明朝隆庆年间，新安漆工黄成写成此书，文字极为简略；天启年间， 嘉兴西塘漆工扬明为原书逐条加注，并作序言。之后此书在中国失传，而以手抄本形式流传于日本，1920年代才传回中国，20世纪下半叶重新流行。

## 历史及版本
《髹饰录》的作者黄成，字大成，是明朝隆庆年间新安（一般认为是徽州）的漆工。高濂《遵生八笺》中记载他擅长制作剔红，扬明《髹饰录·序》中称赞他为“一时名匠”，除此以外一切生平不详。:35-38
《髹饰录》原文极为简略，因此到了天启年间，杨明又给原书逐条加上笺注。扬明字晴仲，生平完全不详，只知道他籍贯嘉兴西塘。:39西塘在元明两朝漆器业十分发达，曾出过张成、扬茂等著名漆工。王世襄猜测扬明可能是扬茂的后人。:5
《髹饰录》后来在中国失传，而以手抄本形式流传至日本。江户时代，寿碌堂主人为《髹饰录》加以校订，并补加详细注释。
寿碌堂加注的《髹饰录》有两个抄本留传下来。其中一个抄本后来由德川宗敬赠与东京国立博物馆，称为“德川本”，文字较接近寿碌堂原本（或就是原本），但较晚近才被重新发现，传播不广。另一个抄本为木村蒹葭堂所藏，后经昌平坂学問所、浅草文库，最后收藏于东京国立博物館，称为“蒹葭堂本”，文字中有部分错讹脱漏，可能抄自德川本或根据德川本编写而成。该版本广为刊刻，是《髹饰录》传播最广的版本。
1925年，朱启钤创办中国营造学社，因古建筑木作中需要髹漆，因此托付阚铎着手收集古代漆艺资料。他在大村西崖《支那美术史》中见到《髹饰录》的记载后，向大村求书，得赠蒹葭堂本。朱启钤从中剔除掉寿碌堂主人的批注，并对正文加以改订，于1927年刊刻印刷出两百本，称为“朱氏本”或“丁卯本”。:13-17,186
1949年，北京故宫博物院王世襄访美归国后，提到海外博物馆对中国漆器的重视，朱启钤于是邀王世襄为《髹饰录》编写解说。1958年，王世襄依据丁卯本，写成《髹饰录解说》，少量油印后寄赠中国大陆各地文博单位，1983年正式出版。:10,131974年，台北国立故宫博物院索予明在台湾出版《蒹葭堂本髹饰录解说》。21世纪，漆工出身的东南大学教授张燕（长北）根据漆作经验，重新解说蒹葭堂本《髹饰录》，收于《〈髹饰录〉与东亚漆艺》。:10-22

## 內容簡介
《髹飾錄》分為「乾」「坤」兩集。乾集分2篇，分别叙述漆藝的工具、材料和制作法则。「坤」集分18篇，分門別類地介紹各种具体的漆器工艺。乾集尤其贯穿着阴阳、四时、五行等中国古代宇宙论思维。漆艺工具和材料被比拟为自然万物，如漆画笔比为“春媚”，刻刀比为“夏养”，帚笔和丝绵球比为“秋气”，湿漆桶和瓮比为“冬藏”。又有大量内容取意自经子诸典籍，如上下集命名为「乾」「坤」，意出《周易》“成象之谓乾，效法之谓坤”。沈从文猜测，乾集可能来自已失传的五代朱遵度《漆经》。
| 集名 | 篇名       | 内容                                                                         | 图示 |
| ---- | ---------- | ---------------------------------------------------------------------------- | ---- |
| 序   | 序         | 扬明撰，以古代圣贤和礼仪的角度叙述漆艺的历史                                 |      |
| 集   | 利用第一   | 制作漆器的工具和材料，用各类自然事物来比拟                                   |      |
| 集   | 楷法第二   | 制作漆器的法则，包括应当遵守的法则和应当警惕的过失                           |      |
| 坤集 | 质色第三   | 素髹一色、不加纹饰的工艺，如推光漆器                                         |      |
| 坤集 | 纹㯡第四   | 在漆器表面用工具引起细碎凸起作为装饰的工艺                                   |      |
| 坤集 | 罩明第五   | 在漆地上罩以透明漆的工艺，即罩漆                                             |      |
| 坤集 | 描饰第六   | 在漆面上描绘花纹的工艺，如描金、描彩等                                       |      |
| 坤集 | 填嵌第七   | 在漆胎上制作花纹、通过磨显露出漆面的工艺，如填漆、犀皮、螺钿平脱、金银平脱等 |      |
| 坤集 | 阳识第八   | 用漆或漆灰堆出几何花纹的工艺，堆漆之一种                                     |      |
| 坤集 | 堆起第九   | 用漆或漆灰堆出高低、再雕刻图案的工艺，堆漆之一种                             |      |
| 坤集 | 雕镂第十   | 雕漆工艺，如剔红、剔犀等；用材料填嵌出浮雕图案的工艺，如浮雕螺钿、款彩等     |      |
| 坤集 | 鎗劃第十一 | 在漆器表面用针划出细纹，戗入材料的工艺，如戗金等                             |      |
| 坤集 | 斒斓第十二 | 多种漆器工艺并施于一件漆器的综合工艺                                         |      |
| 坤集 | 複飾第十三 | 在美纹漆地上再施加装饰的工艺                                                 |      |
| 坤集 | 纹间第十四 | 以一种工艺作为主体纹样、另一种工艺作为边缘次要纹样的工艺                     |      |
| 坤集 | 裹衣第十五 | 漆胎上不做灰漆，而用漆糊在表面裹皮、罗、纸等的工艺                           |      |
| 坤集 | 单素第十六 | 木胎上直接髹漆的工艺                                                         |      |
| 坤集 | 质法第十七 | 制作漆器胎体（“质”，与“文”相对）的工艺                                       |      |
| 坤集 | 尚古第十八 | 漆器修补和仿古工艺                                                           |      |

## 时代背景
用大漆髹涂器物的工艺源起于中国。明代是漆器装饰工艺集大成的时代，各种装饰空前丰富，扬明赞许为“千文万华，纷然不可胜识”，这成为《髹饰录》得以成书的时代背景。汉学家柯律格认为，《髹饰录》不是一本写给工匠、指导生产的实证主义著作，而是写给社会精英的奢侈品消费指南，因此采用被精英阶层广泛接受的四时五行、“道”、“法”等主流叙述作为阐释框架，而这得益于晚明特有的一个新颖而短暂的认识论空间。

## 扩展阅读
- 王世襄. . 北京: 生活·读书·新知三联书店. 2013 [1983]. ISBN 978-7-108-04276-7.
- 索予明. . 台北: 台湾商务印书馆. 1974. ISBN 9787866777888.
- 长北. . 济南: 山东画报出版社. 2007. ISBN 7-80713-288-4.
- 长北. . 北京: 人民美术出版社. 2014. ISBN 978-7-102-06645-5.